# Broadview (Montana)
Broadview és una població dels Estats Units a l'estat de Montana. Segons el cens del 2000 tenia 150 habitants.

## Demografia
Segons el cens del 2000, Broadview tenia 150 habitants, 64 habitatges, i 41 famílies. La densitat de població era de 241,3 habitants per km².
Dels 64 habitatges en un 31,3% hi vivien nens de menys de 18 anys, en un 53,1% hi vivien parelles casades, en un 4,7% dones solteres, i en un 34,4% no eren unitats familiars. En el 32,8% dels habitatges hi vivien persones soles el 17,2% de les quals corresponia a persones de 65 anys o més que vivien soles. El nombre mitjà de persones vivint en cada habitatge era de 2,34 i el nombre mitjà de persones que vivien en cada família era de 2,95.
Per edats la població es repartia de la següent manera: un 28% tenia menys de 18 anys, un 6% entre 18 i 24, un 20,7% entre 25 i 44, un 27,3% de 45 a 60 i un 18% 65 anys o més.
L'edat mediana era de 42 anys. Per cada 100 dones de 18 o més anys hi havia 86,2 homes.
La renda mediana per habitatge era de 29.500 $ i la renda mediana per família de 34.688 $. Els homes tenien una renda mediana de 35.417 $ mentre que les dones 16.250 $. La renda per capita de la població era de 12.882 $. Aproximadament el 6,4% de les famílies i el 9,8% de la població estaven per davall del llindar de pobresa.

## Poblacions més properes
El següent diagrama mostra les poblacions més properes.